# Ludwig Starklof
Carl Christian Ludwig Starklof (* 28. September 1789 in Ludwigsburg; † 11. Oktober 1850 in Oldenburg) war der Gründer und erste Intendant des Oldenburgischen Staatstheaters.

## Leben

### Herkunft und berufliche Karriere
Starklof war der dritte Sohn des herzoglichen Kammerdieners und späteren Oldenburger Postdirektors Christian Gottlieb Starklof (1740–1817) und seiner aus Ludwigsburg stammenden Frau Charlotte Burkhard. Er besuchte das Gymnasium in Oldenburg und begann anschließend 1807 ein Studium der Rechtswissenschaften an der Universität Göttingen. Dort lernte er Theodor Schacht kennen, woraus sich eine lebenslange Freundschaft ergab. Ab Wintersemester 1809/1810 studierte er in Heidelberg, wo er dem Corps Hannovera und in Göttingen der Frisia angehörte. Im Februar 1811 trat er in den Staatsdienst des Herzogtums Oldenburg ein und wurde zunächst als 2. Sekretär bei der Regierung des Fürstentums Lübeck in Eutin beschäftigt. Im Oktober 1814 wurde er als Kabinettssekretär nach Oldenburg berufen und war sodann von 1815 bis 1818 Sekretär der oldenburgischen Gesandtschaft beim Wiener Kongress und Legationssekretär beim Deutschen Bundestag in Frankfurt am Main. Im Januar 1818 wurde er auf eigenen Wunsch Kabinettssekretär in der Verwaltung in Oldenburg und erhielt den Titel eines Hofrats. Von 1826 bis 1827 war er kurzzeitig als Amtmann in Oberstein im oldenburgischen Fürstentum Birkenfeld tätig und kehrte danach nach Oldenburg zurück. Nach dem Regierungsantritt Paul Friedrich Augusts wurde Starklof 1829 zu den Kabinettssitzungen der großherzoglichen Regierung zugelassen und zum 1. Kabinettssekretär, später dann noch zum Hofrat, befördert. Anlässlich der Julirevolution von 1830 setzte er sich für die Gewährung einer Verfassung im Großherzogtum ein, war aber letztendlich nicht erfolgreich.
Da ihn seine berufliche Tätigkeit in Oldenburg wenig ausfüllte, beschäftigte sich Starklof in dieser Zeit intensiv mit Politik. Er trat für präventive Reformen ein und forderte im Wesentlichen auf die Einrichtung einer konstitutionellen Monarchie und wollte durch Straßen- und Eisenbahnbau die Wirtschaft des Großherzogtums fördern und Wirtschaftswachstum anregen. Damit war Starklof den gemäßigten Liberalen Oldenburgs zuzurechnen.
1832 war er Gründer und erster Leiter des Großherzoglichen Theaters in Oldenburg, wobei er für die organisatorischen Voraussetzungen eines funktionierenden Theaters und für den Aufbau eines leistungsfähigen Ensembles sorgte und damit das Theater in Oldenburg als Institution insgesamt festigte. 1842 trat er von seinem Engagement für das Theater zurück, da er seine Leistungen nicht genügend honoriert glaubte, und wandte sich erneut anderen Aktivitäten zu. Zum einen trat er dem Literarisch geselligen Verein bei und war Gründungs- und Vorstandsmitglied des Oldenburger Kunstvereins. Zum anderen engagierte er sich auch wieder stärker politisch, wurde Mitglied des Oldenburger Stadtrats und unterstützte den von Johann Ludwig Mosle propagierten Bau des Hunte-Ems-Kanals sowie die Moorkolonisierung. Ein weiterer Schwerpunkt seines Interesses galt erneut dem Eisenbahnbau und dem Anschluss des Großherzogtums an das Schienennetz der anderen deutschen Bundesstaaten.

### Wirken als Schriftsteller
Da Starklof nahezu permanent mit seiner beruflichen Situation unterfordert war, suchte er ständig weitere Betätigungsfelder. Insofern trat er neben seinen weiteren Engagements weiter als Autor zahlreicher Romane und Reisebeschreibungen in Erscheinung.
Bereits seine Zeit als Legationssekretär bei der Bundestagsgesandtschaft in Frankfurt gab ihm Gelegenheit zu literarischer Betätigung und so veröffentlichte er 1817 seinen ersten Roman Olaf, dem schon 1818 der Roman Die Prinzessinnen folgte. Bereits mit diesen beiden Werken äußerte Starklof politische Kritik, die sich gegen die deutsche Kleinstaaterei und den parasitären Hofadel mit seinen überholten Privilegien richtete. Gleichzeitig war er, erst recht nach der französischen Fremdherrschaft, national-deutsch und für die Dieser Artikel existiert auch als Gründung eines deutschen Nationalstaats eingestellt. Nach seinen Tätigkeiten in Wien und Frankfurt fiel es Starklof schwer, sich wieder an die beengten Lebensverhältnisse des kleinstädtischen Residenzstadt Oldenburg zu gewöhnen. Trotz tiefgehender Unzufriedenheit, die zeitweilig sogar depressive Züge annahm, konnte er sich nicht dazu entschließen, die Sicherheit bietende Beamtenstellung aufzugeben und die Stadt zu verlassen. 1821 wurde er in die Literarische Gesellschaft aufgenommen und stürzte sich ab dieser Zeit in seine schriftstellerische Arbeit. In schneller Abfolge veröffentlichte er eine Reihe von Gedichten und Aufsätzen, mehrere Erzählungen sowie zwei Romane, in denen er sich erneut kritisch mit den gesellschaftlichen und politischen Zuständen in den deutschen Kleinstaaten auseinandersetzte.
Sein gesellschaftskritischer Roman Armin Galoor, der im Februar 1846 erschien, löste eine diplomatische Affaire und einen Skandal aus, sodass Starklof als Staatsbeamter für den Großherzog nicht zu halten war und am 25. Februar 1846 unter Kürzung seiner Bezüge in den Wartestand versetzt wurde. Seine Bemühungen um ein Mandat in der Versammlung der 34, zum Frankfurter Vorparlament und für die Paulskirchenparlament blieben vergeblich. Er verlegte sich daher auf die Berichterstattung und berichtete ab April 1848 für die zweite Bremer Zeitung aus Frankfurt und dann ab Ende Mai 1849 aus Stuttgart vom Rumpfparlaments.

### Lebensende
Im Anschluss an seine Tätigkeit in Stuttgart reiste er durch die Schweiz und kehrte im Oktober 1849 nach Oldenburg zurück, wo er mit Hilfe von Freunden wieder eine Anstellung zu finden hoffte. Vom Ministerpräsidenten Dietrich Christian von Buttel erhielt Starklof im Mai 1850 den Auftrag, einen Organisationsplan für ein Statistisches Büro Oldenburgs zu entwerfen. Auch diese Arbeit befriedigte ihn nicht, sondern überstieg seine fachlichen Kenntnisse und Fähigkeiten. Die berufliche Aussichtslosigkeit und familiäre Unglücksfälle trieben Starklof dann in immer tiefere Depressionen. Am 11. Oktober 1850 setzte er seinem Leben in der Hunte ein Ende. Am 6. November wurde er auf dem Gertrudenfriedhof beigesetzt.
Ein Teilnachlass befindet sich im Niedersächsischen Staatsarchiv in Oldenburg. Sein Bruder Friedrich Detlev Georg Starklof war bis 1840 Amtmann im Amt Kaltenhof, Fürstentum Lübeck.

## Familie
Am 24. Januar 1818 heiratete Starklof die aus einer dänischen Adelsfamilie stammende Elisabeth Dorothea Römeling (1783–1854), die einzige Tochter des dänischen Gesandten Just Conrad Römeling (1750–1819) und der Marianne geb. von Hemert (1765–1815). Das Ehepaar hatte fünf Kinder, die Tochter Caroline (* 1821) heiratete den oldenburgischen Oberst und Politiker Wilhelm Niebour (1813–1895).

## Werke (Auswahl)
- Briefe Starklofs an J. J. Leyser aus den Jahren 1827-1849 im Archiv des Vereins für Heimatfreunde. Birkenfeld.
- Olaf. Eine Geschichte aus dem dreißigjährigen Kriege. 2 Bde. Frankfurt 1817.
- Die Prinzessinnen. 2 Bde. Aarau, 1818. 2. Auflage: 1820.
- Tagebuch meiner Wanderung durch die Schweiz. Bremen. 1819.
- Der verlorene Sohn. 2 Bde., Mainz 1824.
- Erzählungen. Frankfurt 1827.
- Rouge et Noir, oder die Geschichte von den vier Königen. Mainz. 1829.
- Helgoland. Ein See-Märchen. Hamburg. 1832.
- Wittekind. 4 Bde. Mainz, 1832. 2. Auflage: 1835.
- Alma. 2 Bde. Hamburg, 1834.
- Prinz Leo. Hamburg, 1834.
- Vierzehn Tage im Gebirge. Bremen, 1837.
- Armin Galoor. 2 Bde. Leipzig, 1846.
- Sirene. Leipzig, 1846. Auch veröffentlicht in: Paul Heyse (Hrsg.): Neuer deutscher Novellenschatz. Bd. 1, Oldenburg, 1884. Zuletzt hg. von H. Peter Brandt, Idar-Oberstein, 1987.
- Die Geschichte des oldenburgischen Theaters. Veröffentlicht in: Das neue Europa, hg. von August Lewald, Bd. 1, Karlsruhe 1846, S. 44–46, 55–60, 76–78.
- Just Ulrik Jerndorff. Oldenburg, 1847.
- Moor-Canäle und Moor-Colonien zwischen Hunte und Ems. Oldenburg, 1847.
- Durch die Alpen. Leipzig. 1850.
- Vor hundert Jahren – Tagebuchblätter. Hg. von August Heidrich, in: Birkenfelder Heimatblätter. Diverse Ausgaben (1924–1926).
- Journal meiner Reise nach Birkenfeld und Oberstein 1816. Idar-Oberstein. 1982.
- Erlebnisse und Bekenntnisse. Bearb. von Hans Friedl, veröffentlicht in: Harry Niemann (Hrsg.): Ludwig Starklof 1789-1850. Oldenburg, 1986, S. 55–222.